# أولاد احمد الساحل (الحساسنة)
أولاد احمد الساحل هو دُوَّار يقع بجماعة موالين الغابة، إقليم بنسليمان، جهة الدار البيضاء سطات في المملكة المغربية. ينتمي الدوّار لمشيخة الحساسنة التي تضم 4 دواوير. يقدر عدد سكانه بـ 1230 نسمة حسب الإحصاء الرسمي للسكان والسكنى لسنة 2004.

## روابط خارجية
- البوابة الوطنية للجماعات الترابية
- المندوبية السامية للتخطيط